# Раван
Раван е специфичен ход на коня, който се постига след дълго възпитание и тренировки.
Този ход е характерен за цирковите коне, както и за жирафа, слона и камилата. Характеризира се с това, че конят повдига едновременно левите си и после десните си крака, с примръдване на място, ходене или бягане.
Съпоставяне и определяне на движението му спрямо всички останали скорости, които са общо 10, са невъзможни. Затова раванът се счита за допълнителна скорост без установена стойност.
Раванлията кон може да извършва специфичното движение на място, тоест без да напредва. Може да развива скоростта на нормален човешки ход. Но може и да бяга в „раван“. От друга страна, това противоречи на изискванията за хода „алюр“ (от фр. – ход, ходене). В движение „алюр“ критерият е да има 1 крак във въздуха. Противоречи и на скоростта „галоп“ (бягане), при който се изискват 2 крака във въздуха.